# Шейх Ніассе
Шейх Ахмет Тідіан Ніассе (англ. Cheikh Ahmet Tidian Niasse; нар. 19 січня 2000, Госа, Сенегал) — сенегальський футболіст, півзахисник швейцарського клубу «Янг Бойз». На умовах оренди грає за «Верону».

## Клубна кар'єра
Ніассе є вихованцем французьких клубів «Булонь» та «Лілль». 28 серпня 2019 року у матчі проти «Сент-Етьєна» дебютував у складі «Лілля» у Лізі 1.
1 лютого 2021 був відданий в оренду до кінця сезону в грецький клуб «Панатінаїкос».
У лютому 2022 року підписав контракт строком до червня 2026 року з клубом швейцарської Суперліги «Янг Бойз».

## Титули і досягнення
- Володар Суперкубка Франції (1):

«Лілль»: 2021
- Чемпіон Швейцарії (1):

«Янг Бойз»: 2022-23
- Володар Кубка Швейцарії (1):

«Янг Бойз»: 2022-23